# 農業、自然及食品品質部
農業、自然及食品品質部（荷蘭語：Ministerie van Landbouw, Natuurbeheer en Voedselkwaliteit）是荷蘭掌管農業的行政部門。

## 職責
農業部的職責有四大領域：
- 農業與漁業
- 自然保育、露天遊憩和國家公園
- 食品安全
- 農村發展

## 組織

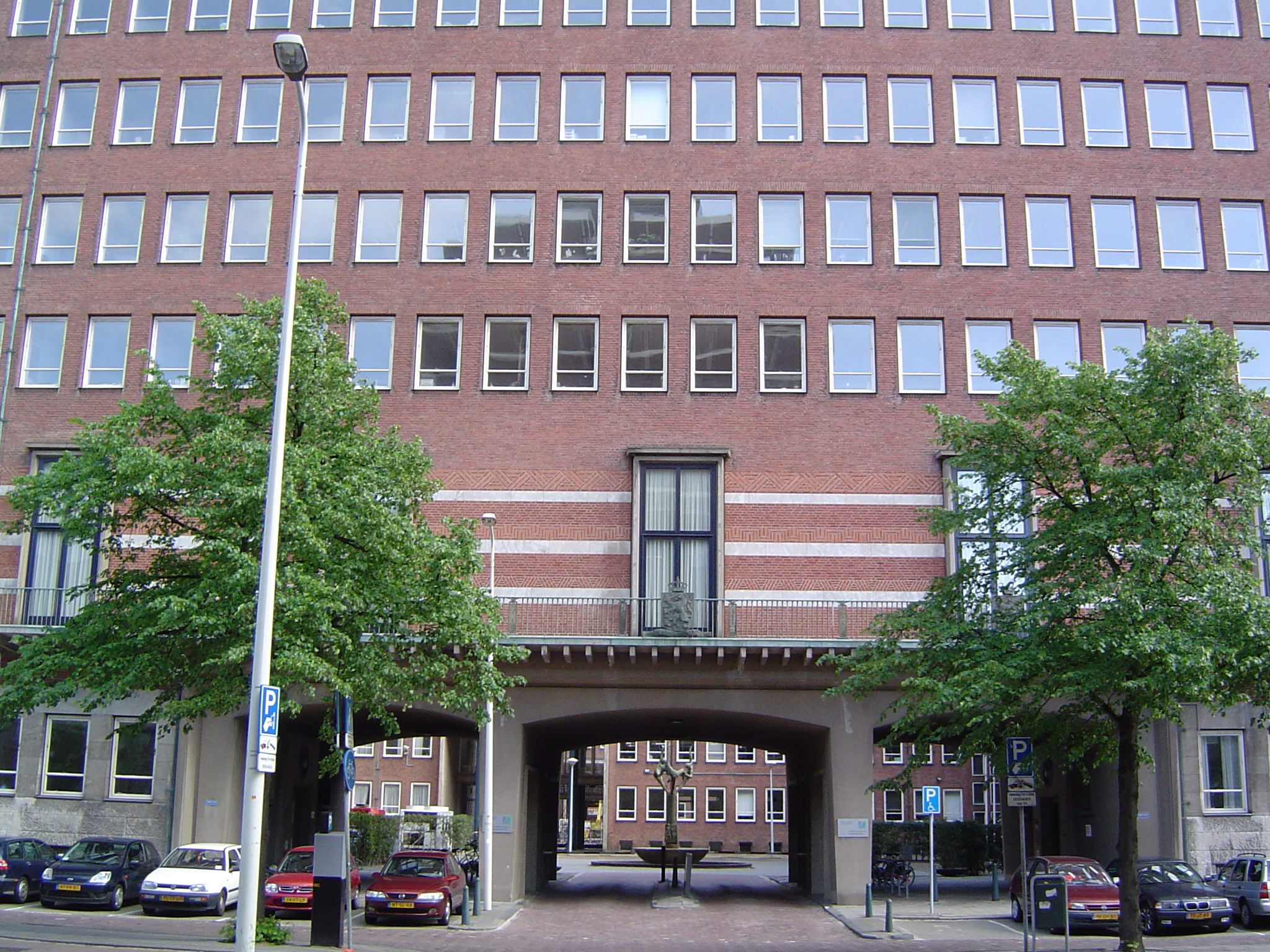
位於海牙市中心的總部

農業部首長為大臣，主辦公室位於海牙市中心。農業部底下設有十個政策部門，由管理委員會統領。
十個政策部門為：
- 產業及貿易處（Directie Industrie en Handel）
- 國際事務處（Directie Internationale zaken）
- 法律事務處（Directie Juridische zaken）
- 知識處（Directie Kennis）
- 農業處（Directie Landbouw）
- 自然處（Directie Natuur）
- 農村處（Directie Platteland）
- 區域事務處（Directie Regionale Zaken）
- 漁業處（Directie Visserij）Fishery
- 食品品質及動物健康處（Directie Voedselkwaliteit en Diergezondheid）

## 歷史
農業自然及食品品質部成立於1935年，當時名稱為「農業及漁業部」（Ministerie van Landbouw en Visserij）。在這之前，農漁業政策原來是由內政及王國關係部管轄，之後移交給水利貿易及工業部（Ministerie van Waterstaat, Handel en Nijverheid）。
二戰後，農業部開始負責食物配給及農業重建。1946年至1982年，該部是個「客戶」導向的部會，發展符合歐洲共同農業政策的農業。 1982年，農業部的職責增加了自然保育及露天休閒娛樂，開始專注於農業的永續發展。
2003年，食物及消費性產品安全管理局（Voedsel en Waren Autoriteit）成為所屬機關，同時農業部改名為農業自然及食品品質部。

## 外部連結
- 荷蘭農業自然及食品品質部 （页面存档备份，存于）